# Fa dièse majeur

L'accord parfait de fa dièse majeur se compose des notes suivantes : fa ♯, la ♯, do ♯

La tonalité de fa dièse majeur se développe en partant de la note tonique fa dièse. Elle est appelée F-sharp major en anglais et Fis-Dur dans l’Europe centrale.
Acoustiquement, elle coïncide avec la tonalité de sol bémol majeur (une telle équivalence s'appelle enharmonie).
L'armure coïncide avec celle de la tonalité relative ré dièse mineur.
L’échelle de fa dièse majeur est : fa ♯, sol ♯, la ♯, si, do ♯, ré ♯, mi ♯, fa ♯.
- tonique : fa ♯
- médiante : la ♯
- dominante : do ♯
- sensible : mi ♯

Altérations : fa ♯, do ♯, sol ♯, ré ♯, la ♯, mi ♯.

## Œuvres écrites en fa dièse majeur
Jean-Sébastien Bach écrit les deux préludes et fugues dans son cycle Le Clavier bien tempéré en fa dièse majeur. Les autres exemples des œuvres en cette tonalité de ce temps sont deux sonates de Domenico Scarlatti (K. 318 et 319).
Fa dièse majeur est rarement employé à l’époque classique. Il faut mentionner le menuet et les mesures finales de la Symphonie nº 45 de Joseph Haydn (1772) et la Sonate pour piano nº 24 de Ludwig van Beethoven (1809). Wolfgang Amadeus Mozart ne semble pas avoir utilisé cette tonalité.
Les compositeurs romantiques tels que Frédéric Chopin en font un usage plus libre. Ce dernier écrit sa Barcarolle (1845-1846) pour piano en fa dièse majeur (Anatoli Liadov écrit sous son influence une œuvre dans le même genre et en même tonalité en 1898), ainsi que le nocturne op. 15 nº 2 (1830–1832), l’impromptu op. 36 et le 13e prélude.
Le célèbre chœur Va, pensiero dans la troisième partie du Nabucco (1842) de Giuseppe Verdi est écrit en fa dièse majeur.
Les dernières mesures de Carmen de Bizet sont en fa dièse majeur.
Johannes Brahms introduit cette tonalité dans ses œuvres vocales (le 4e lied op. 58 (1871) et le 5e lied op. 63 (1874)) de même qu’Edvard Grieg qui l’associe avec le printemps (aussi dans ses Pièces lyriques pour piano Dans mon pays et Au printemps).
Cette tonalité est utilisée également dans le deuxième mouvement du concerto pour piano d'Alexandre Scriabine (op. 20).
Fa dièse majeur reste assez rare dans les œuvres orchestrales. La Dixième symphonie (1911) de Gustav Mahler, restée inachevée est quant à elle en Fa dièse mineur.
Les dix cloches de la cathédrale Notre-Dame de Paris  sont également accordées en fa dièse majeur.